# Cetola pulchra
Cetola pulchra là một loài bướm đêm trong họ Noctuidae.